# Paratanytarsus abiskoensis
Paratanytarsus abiskoensis är en tvåvingeart som beskrevs av Reiss 1981. Paratanytarsus abiskoensis ingår i släktet Paratanytarsus och familjen fjädermyggor. Enligt den finländska rödlistan är arten sårbar i Finland. Arten är reproducerande i Sverige. Artens livsmiljö är sjöar. Inga underarter finns listade i Catalogue of Life.